# Oldhamstocks
Oldhamstocks est un village situé dans l’East Lothian, en Écosse.